# Distretti di Lubiana

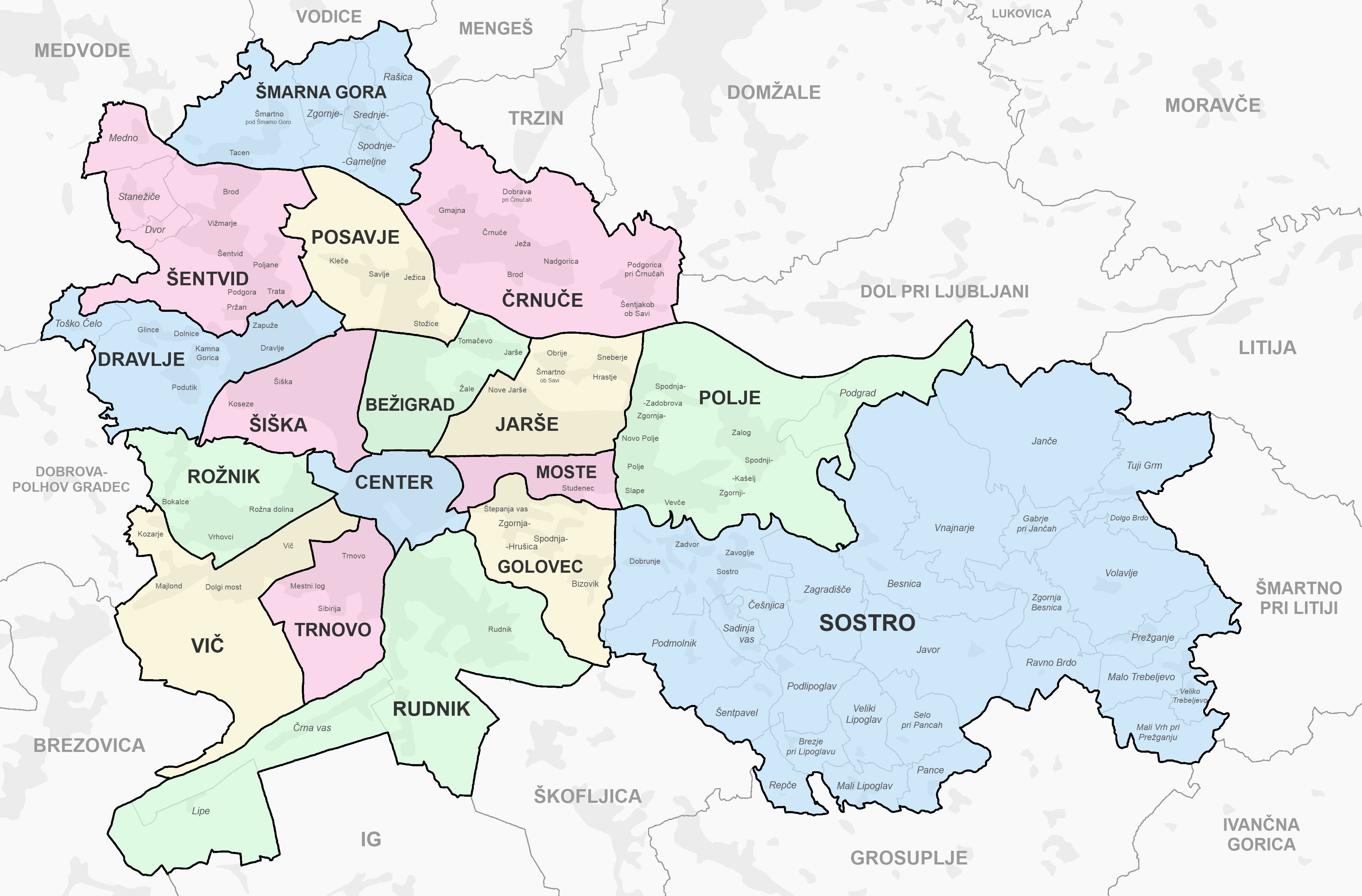
Mappa dei Distretti di Lubiana

La città di Lubiana è composta da 17 distretti:
- Bežigrad (1)
- Centro (2)
- Črnuče (3)
- Dravlje  (4)
- Golovec (5)
- Jarše (6)
- Moste (7)
- Polje (8)
- Posavje (9)
- Rožnik (10)
- Rudnik (11)
- Sostro  (12)
- Šentvid (13)
- Šiška (14)
- Šmarna Gor (15)
- Trnovo (16)
- Vič (17)